# Перкарина азовская
Перкарина азовская (лат. Percarina maeotica) — рыба семейства окуневых. Ранее вид рассматривался в ранге подвида Percarina demidoffii maeotica Kuznetsov, 1888. Промышленного значения не имеет. Ранее большие её уловы использовались для изготовления рыбной муки. Сейчас численность заметно упала.

## Описание
Длина тела до 10,5 см, масса до 10 г. Продолжительность жизни 4 года. Тело удлиненное, относительно высокое, сжатое с боков, покрытое тонкой чешуей, которая при прикосновении легко отпадает. Основание грудных плавников находится над основанием брюшных. Боковая линия полная. Рот большой, вооруженный мелкими зубами. На боках головы большие слизеотделительные полости, тело покрыто слоем слизи. Голова, в том числе и жаберные крышки, и грудь частично или полностью покрытые чешуей. Диаметр глаза несколько меньше длины рыла. Окраска, по сравнению с обыкновенной перкариной, несколько темнее. Спина серовато-серебристая, бока серебристо-белые с зеленоватым или розовато-фиолетовым отливом, брюхо беловатое. У основания спинных плавников бывает 7-9 темных пятен. На затылке есть пятно в форме полумесяца, а на конце рыла темное пятно.

## Ареал
Распространение вида: Азовское море.

## Биология
Солоноводная стайная придонно-пелагическая рыба, которая в толще воды часто образует большие косяки вместе с тюлькой. С Азовского моря практически не заходит в устьевые участки рек, но довольно обычная в Таганрогском заливе (Россия). Половой зрелости достигает на втором году жизни. Размножение с апреля по июнь-август при температуре воды 18-26 °С. Интенсивный нерест со второй половины мая до первой половины июня при температуре воды 18- 22 °С Плодовитость до 3 тысяч икринок. Икра донная, клейкая, откладывается в прибрежных участках непосредственно на илистый или твердый грунт. При температуре воды 24-25 °С личинки выходят из икры почти за двое суток, при 19-22,5 °С — за 40-50 часов после оплодотворения. Питается, в зависимости от времени года, детритом, водорослями и другой растительностью, планктоном, донными животными — червями, ракообразными, моллюсками, личинками и взрослыми насекомыми и т. п., а также икрой и молодью рыб (тюлька, атерины, бычками, др.).